# Moerenburg
Moerenburg is een buurtschap en een natuur- en landschapsgebied in Noord-Brabant. De buurtschap, met een deels agrarische bestemming, is gelegen in het Tilburgse stadsdeel Oost (of Tilburg Oost), ten oosten van het Wilhelminakanaal, dat een scherpe grens vormt tussen de stadsbebouwing en Moerenburg.
Een aanzienlijk deel van Moerenburg bestaat uit het moerassige dal van het riviertje de Nieuwe Leij. Er zijn vondsten van bewoning gedaan in het gebied die teruggaan tot aan de bronstijd, en in 2005 is de kasteelhoeve teruggevonden waaraan het gebied zijn naam ontleent.

## Ligging
Moerenburg ligt aan de oostelijke rand van Tilburg. Het gebied grenst aan het industrieterrein Loven en aan de wijk Armhoef, van het stadsdeel Oud-Zuid. De laatstgenoemde wijk en Moerenburg worden van elkaar gescheiden door het kanaal. De wijk wordt ruwweg begrensd door:
- de spoorweg naar Boxtel in het noorden
- de Burgemeester Bechtweg in het oosten
- het Wilhelminakanaal in het westen
- de A65 en A58 in het zuiden

## Hoeve Moerenburg
Moerenburg heet zo vanwege de "Mansionem vulgariter dictam Moerenborch", de Hoeve Moerenburg, die in de veertiende eeuw in het gebied stond en ook dienst heeft gedaan als pastorie. Het kasteelachtige gebouw raakte in verval en werd rond 1750 gesloopt. Tot in de 21e eeuw was niet precies bekend waar het gestaan had, zodat zelfs verondersteld werd dat de vermeldingen van deze hoeve fictief of overdreven waren. Bij graafwerkzaamheden op het terrein van de oude rioolwaterzuivering in 2005 stuitte de kraanmachinist echter op bouwsporen. Bij onderzoek door BAAC, een samenwerkingsverband van bouwhistorici, vonden de archeologen Jos van der Weerden en Martijn Kahlman resten waaruit bleek dat het om de uit documenten bekende hoeve ging.

## Hedendaags gebruik
Behalve het kleinschalige gebied rondom de Nieuwe Leij is Moerenburg grotendeels een weidegebied met boerderijen en enkele voetbalterreinen, zoals die van TSV Longa en Were Di, en er zijn kleine cafeetjes die bij wandelaars en fietsers bekend zijn, zoals Zomerlust. Voorts is er het ven de Buunder (vroeger 'Grollegat') en verschillende visvijvers, met als grootste de Lange Jan. Er ligt een biologische tuinderij, genaamd Ut Rooie Bietje. Moerenburg maakt deel uit van het parcours van de Tilburg Ten Miles.

### Landschapspark
Moerenburg heeft de status van landschapspark. Verdere woningbouw is er niet toegestaan. In de toekomst wordt het deel van een grote aaneenschakeling van natuurgebieden: het binnen de stedendriehoek Tilburg, 's-Hertogenbosch en Eindhoven liggende Nationaal Landschap Het Groene Woud. Een in 1989 opgerichte groep, genaamd Werkgroep Behoud Moerenburg, draagt bij aan het reilen en zeilen van het natuurgebied. Tot ongeveer 2006 was het, zoals uit de naam al blijkt, vooral een actiegroep voor behoud van landschapswaarden, maar sinds de werkgroep de gemeente aan haar zijde heeft gevonden, richt men zich meer op evenementen die het gebied bekend moeten maken bij de Tilburgse bevolking.

## Flora en fauna
Moerenburg bevat tal van kenmerken die het gebied speciaal maken. Van de bijna 1200 planten- en diersoorten die er te vinden zijn, zijn er verschillende uniek voor Noord-Brabant, zoals de bessenvuurzwam of zelfs voor Nederland, zoals een variant van de kussentjeszwam.
Noord-Brabant: Steden en dorpen      Nederland: Provincies · Gemeenten